# Nachfrageverbund
Nachfrageverbund ist ein Begriff aus der Marktforschung. Er spielt insbesondere in der Handelsmarktforschung eine Rolle, da Verbundbeziehungen zwischen Waren und Dienstleistungen vor allem im Einzelhandel existieren und ihre Kenntnis u. a. für psychotaktische Preispolitik und Warenplatzierung wichtig ist. Grundsätzlich kennzeichnet der Begriff Nachfrageverbund eine Beziehung zwischen einem Produkt bzw. einem Artikel und einem oder mehreren anderen Produkten bzw. Artikeln, die aus der Sicht des Anbieters dem gemeinsamen Verkauf, aus der Sicht des Nachfragers einem gemeinsamen Kauf förderlich ist. Im Handelsbetrieb stehen praktisch alle Artikel und alle angebotenen Dienste in einem (weit gefassten) Verbund, dem Sortimentsverbund. Ein Nachfrageverbund besteht hingegen nur zwischen einzelnen Artikeln. Artikel mit Verbundbeziehung müssen (zum Beispiel mittels elektronischer Kassensysteme) empirisch ermittelt und auf den Grad der jeweiligen Verbundbeziehung hin überprüft werden. Der Nachfrageverbund kann unterteilt werden in zeitraumbezogenen Nachfrageverbund, wozu die Markentreue und auch die Lieferantentreue gezählt werden, und in zeitpunktbezogenen Nachfrageverbund.
Der zeitpunktbezogene Nachfrageverbund lässt sich wiederum untergliedern in:
Originärer Bedarfsverbund
Erst der Kauf zweier (oder mehrerer) Produkte bzw. Artikel ermöglicht es dem Konsumenten, einen Grundnutzen daraus zu ziehen (zum Beispiel: Pfeife und Tabak, Digitalkamera und Speicherkarte, Spielkonsole und Konsolenspiel etc.). Die Artikel stehen in einem Komplementärverhältnis. Beispielsweise sinkt der Umsatz des Artikels B, wenn der Artikel A aus dem Sortiment genommen wird.
Derivativer BedarfsverbundZwei (oder mehrere) Produkte bzw. Artikel, die jedes/jeder für sich einen Grundnutzen zu befriedigen in der Lage sind, die gemeinsam jedoch einen Zusatznutzen haben (zum Beispiel: Kino und Popcorn, Tequila und Zitrone, Kaffee und Kuchen etc.).
Einkaufsverbund
Ein Nachfrager hat den Wunsch, mindestens zwei Produkte in einem Kaufakt zu erwerben.
Kaufverbund oder Kaufaktverbund
Simultaner Kauf mehrerer Produkte bzw. Artikel (auch wenn der explizite Wunsch vorher nicht vorhanden war!) in einem Kaufakt  (zum Beispiel: Benzin und Kaugummi).